# Landschaftsschutzgebiet Magergrünland an Ruhr und Valme
Das Landschaftsschutzgebiet Magergrünland an Ruhr und Valme mit 5,24 ha liegt im Gemeindegebiet von Bestwig und im Hochsauerlandkreis. Das Gebiet wurde 2008 mit dem Landschaftsplan Bestwig durch den Kreistag des Hochsauerlandkreises als Landschaftsschutzgebiet (LSG) ausgewiesen. Das LSG ist eines von 17 Landschaftsschutzgebieten in der Gemeinde Bestwig. In der Gemeinde gibt es ein Landschaftsschutzgebiet vom Typ A, zehn Landschaftsschutzgebiete vom Typ B und sechs Landschaftsschutzgebiete vom Typ C. Das Landschaftsschutzgebiet Magergrünland an Ruhr und Valme wurde als LSG vom Typ C, Wiesentäler und bedeutsames Extensivgrünland im Gemeindegebiet von Bestwig, ausgewiesen.
Das LSG besteht aus vier Teilflächen die weit voneinander entfernt sind. Laut Landschaftsplan wurden diese Flächen zu einem LSG vereinigt, da es sich um die einzigen Magergrünlandflächen im Gemeindegebiet handelt, die als Magergrünlandflächen gesetzlich geschützte Biotope nach § 30 BNatSchG sind. Eine Teilfläche liegt am westlichen Dorfrand von Ramsbeck. Am südlichen Dorfrand von Heringhausen liegt die zweite Fläche im Tal der Valme. Die dritte Teilfläche liegt nördlich Bestwig und der Ruhr. Die vierte Teilfläche liegt nördlich von Nuttlar bzw. südlich der Bundesautobahn 46.

## Schutzvorschriften
Wie in den anderen Landschaftsschutzgebieten vom Typ C im Landschaftsplangebiet Bestwig besteht in diesem LSG ein Umwandlungsverbot von Grünland und Grünlandbrachen in Acker oder andere Nutzungsformen. Eine Erstaufforstung und eine Anlage von Weihnachtsbaumkulturen ist verboten. Eine maximal zweijährige Ackernutzung innerhalb von zwölf Jahren ist erlaubt, falls damit die Erneuerung der Grasnarbe vorbereitet wird. Dies gilt als erweiterter Pflegeumbruch. Beim erweiterten Pflegeumbruch muss ein Mindestabstand von fünf Metern vom Mittelwasserbett eingehalten werden.

## Schutzzweck
Die Ausweisung erfolgte zur Ergänzung der Naturschutzgebiets-Ausweisung von Bestwig um ein Offenlandbiotop-Verbundsystem zu schaffen, damit Tiere und Pflanzen Wanderungs- und Ausbreitungsmöglichkeiten behalten, und dem Erhalt der Vorkommen geschützter Vogelarten sowie dem Schutz artenreicher Pflanzengesellschaften.